# Oenanthe dubia
El colinegro sombrío (Oenanthe dubia) es una especie de ave paseriforme de la familia Muscicapidae endémica de Etiopía y el extremo noroccidental de Somalia. Su hábitat natural son las zonas rocosas de mantaña y el matorral seco.

## Taxonomía
El colinegro sombrío fue descrito científicamente en 1899 por los ornitólogos británicos Herbert Weld Blundell y Lovat, con el nombre binomial de Myrmecocichla dubia. Posteriormente fue trasladado al género Cercomela. 
Estudios filogenéticos realizados en 2010 y 2012 descubrieron que el género Cercomela era polifilético. Por ello, cinco de sus especies, incluido el colinegro pardo, fueron trasladadas al género Oenanthe, como parte de una reorganización de especies para crear géneros monofiléticos.